# Casus parma
Casus parma är en stekelart som beskrevs av John S. Noyes och Woolley 1994. Casus parma ingår i släktet Casus och familjen sköldlussteklar. Inga underarter finns listade.